# Championnats du monde de duathlon cross 2024
Navigation
Édition précédente Édition suivante
Les championnats du monde de duathlon cross 2024, 3e édition des championnats du monde de duathlon cross ont lieu le 22 août 2024  à Townsville en Australie. Ils sont organisés dans le cadre du Multisport World Championship qui réunit plusieurs championnats mondiaux de sports régis par la World Triathlon.

## Palmarès
Les tableaux présentent les podiums des championnats du monde.
| Rang               | Athlète           | Pays | Temps           |
| ------------------ | ----------------- | ---- | --------------- |
| Médaille d'or      | Michele Bonacina  |      | 1 h 25 min 8 s  |
| Médaille d'argent  | Sébastien Carabin |      | 1 h 25 min 35 s |
| Médaille de bronze | Benjamin Forbes   |      | 1 h 26 min 35 s |

| Rang               | Athlète           | Pays | Temps           |
| ------------------ | ----------------- | ---- | --------------- |
| Médaille d'or      | Marta Menditto    |      | 1 h 41 min 45 s |
| Médaille d'argent  | Kristína Lapinová |      | 1 h 43 min 26 s |
| Médaille de bronze | Maeve Kennedy     |      | 1 h 43 min 53 s |